# Ді (річка, Уельс)
Ді (валл. Afon Dyfrdwy, англ. River Dee) — річка на півночі Уельсу та на сході Англії. Бере початок у графстві Гвінед на схилах гори Дуалт (Dduallt), тече спочатку у східному напрямку гористою місцевісттю, після виходу з якої тече у північно-західному напрямку через багаті пасовища Чеширської рівнини. Нижче Честера річка протікає по прямому штучниу руслу. Довжина приблизно 110 км. У нижній течії річище утворює естуарій завдовжки 19 км й завширшки 8 км, тут швидкість течії невелика. У естуарії є піскові й зайняті болотами ділянки.
У 1805 році в районі селища Лланголлен над долиною річки прокладено акведук судноплавного каналу.

## Виноски
1. 1 2  River Dee. Encyclopædia Britannica. Encyclopædia Britannica, Inc. Архів оригіналу за 24 жовтня 2020. Процитовано 4 лютого 2020. (англ.)